# Hubert Parker, Baron Parker of Waddington
Hubert Lister Parker, Baron Parker of Waddington PC (* 28. Mai 1900; † 15. September 1972) war ein britischer Jurist.

## Leben
Parker war der jüngste Sohn von Robert Parker, Baron Parker of Waddington, der Lord of Appeal in Ordinary war. Er besuchte die Rugby School und das Trinity College in Cambridge. Er machte einen Abschluss in Geologie und wollte ins Erdölgeschäft einsteigen. Dies verwarf er 1922 und wurde 1924 in die Anwaltskammer aufgenommen.
1954 wurde er ins Court of Appeal (England und Wales) berufen sowie zum Privy Councillor ernannt. Im Jahre 1958 wurde er Lord Chief Justice of England and Wales und blieb dies bis 1971. Am 30. September 1958 wurde er zum Life Peer als Baron Parker of Waddington, of Waddington in the County of Yorkshire, dieser Titel wurde bereits seinem Vater verliehen. Er unterstützte die Abschaffung der Todesstrafe in Großbritannien.
1972, ein Jahr nach seinem Ruhestand, starb er auf der Rinderfarm, die er zusammen mit seiner Frau 48 Jahre lang betrieben hatte.

## Veröffentlichungen
- The history and development of commercial arbitration. 1959.
- The English system of tribunals and inquiries. 1960.
- Presentation of the Right Honourable the Lord Mayor of London to Her Majesty's judges, 1958–1966. 1967.